# 聖ステファノス修道院
座標: 北緯38度58分45.75秒 東経45度28分23.71秒 / 北緯38.9793750度 東経45.4732528度
聖ステファノス修道院（せいステファノスしゅうどういん、アルメニア語: Սուրբ Ստեփանոս վանքもしくはՄաղարդավանք、ペルシア語: کلیسای سن استپانوس）とは、イラン北西部・東アーザルバーイジャーン州の都市ジョルファ（en）の北西約15キロメートルに位置する修道院である。
2008年に、聖タデウス修道院とともに、「イランのアルメニア人修道院建造物群」の1つとして、UNESCOの世界遺産に登録された。

## 概要
アラス川の河畔に修道院は位置しており、渓谷に沿う形で建設された。9世紀の建設とされているが、現在残る遺構は複数回発生した地震のあとにサファヴィー朝時代に再建されたものである。

## 世界遺産基準
この世界遺産は世界遺産登録基準のうち、以下の条件を満たし、登録された（以下の基準は世界遺産センター公表の登録基準からの翻訳、引用である）。
- (2) ある期間を通じてまたはある文化圏において、建築、技術、記念碑的芸術、都市計画、景観デザインの発展に関し、人類の価値の重要な交流を示すもの。
- (3) 現存するまたは消滅した文化的伝統または文明の、唯一のまたは少なくとも稀な証拠。
- (6) 顕著で普遍的な意義を有する出来事、現存する伝統、思想、信仰または芸術的、文学的作品と直接にまたは明白に関連するもの（この基準は他の基準と組み合わせて用いるのが望ましいと世界遺産委員会は考えている）。

## ギャラリー

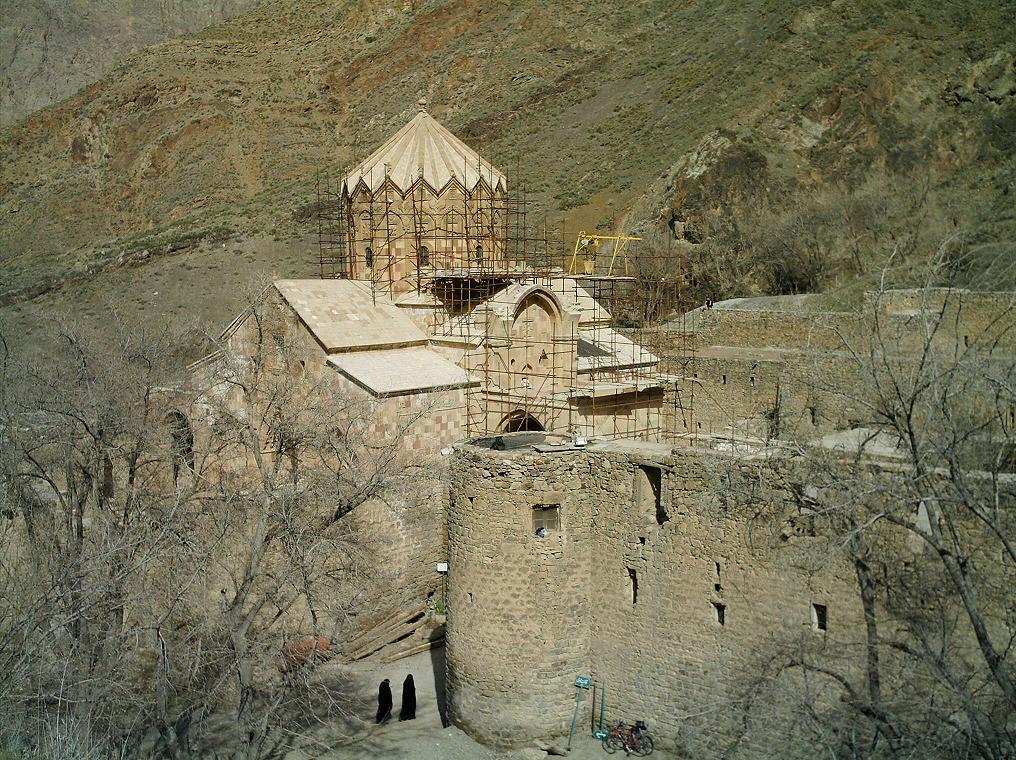
Overall view.
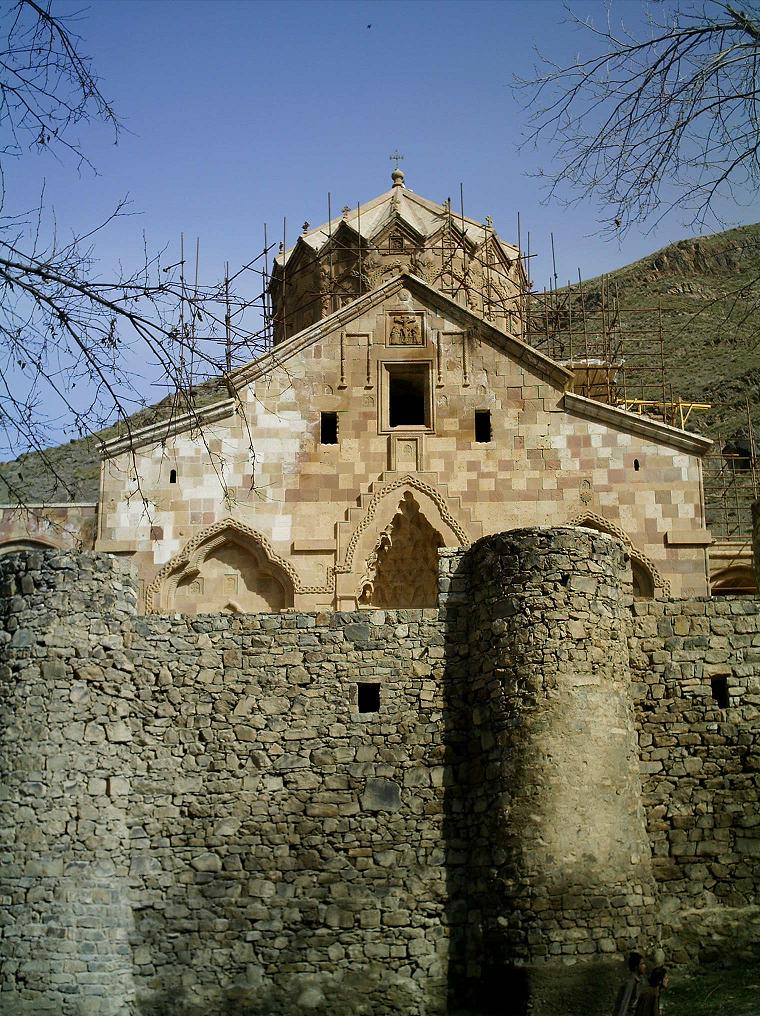
Front view.
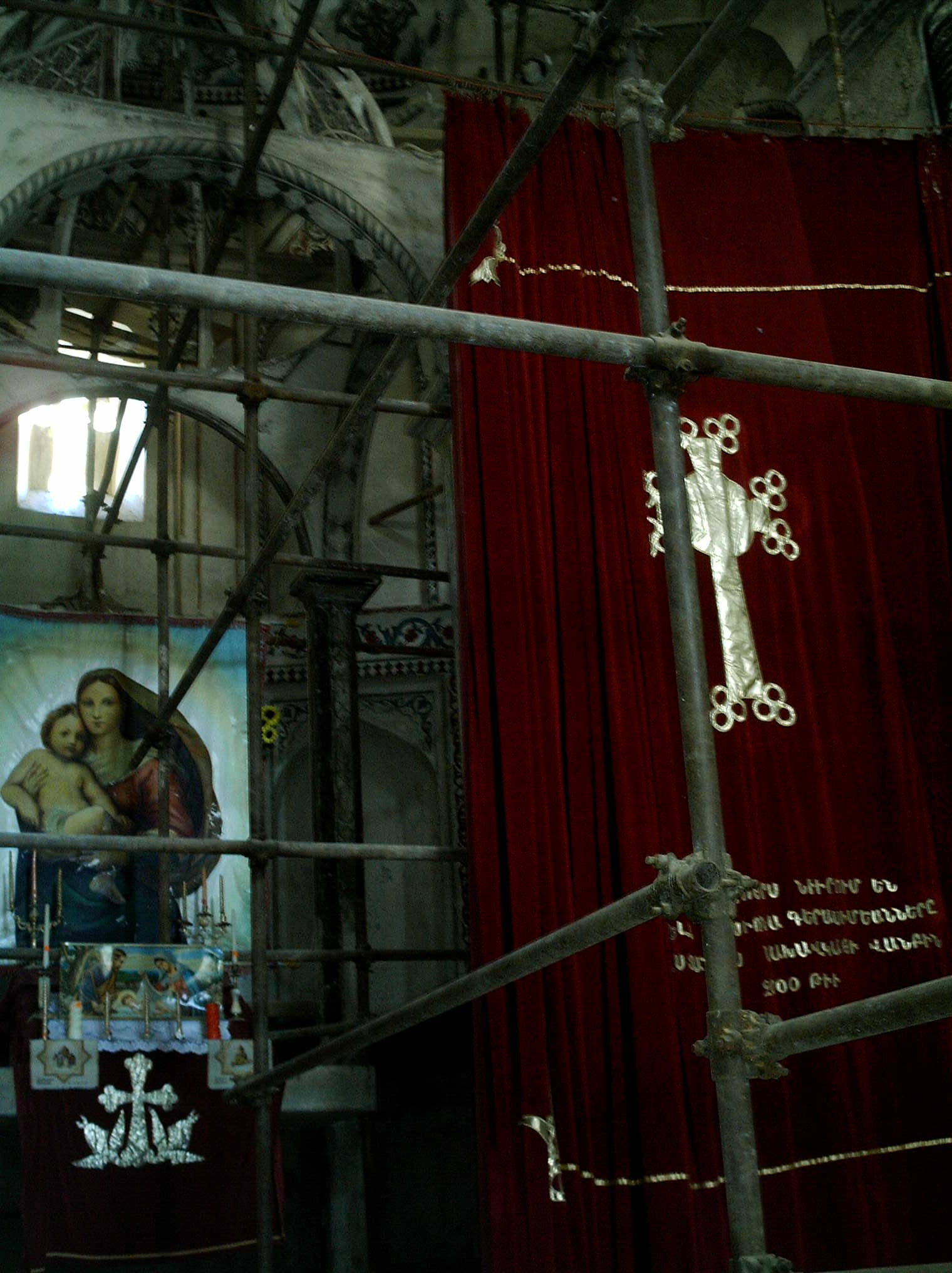
Inside View.
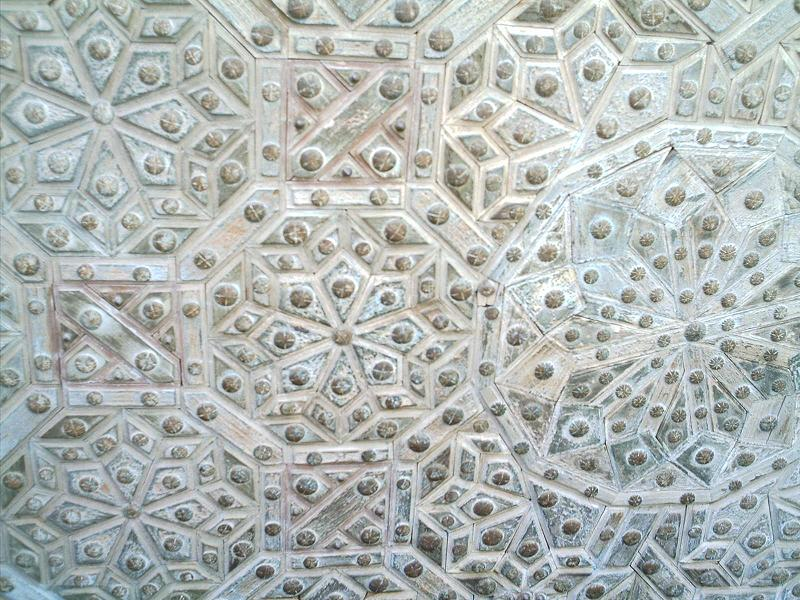
Wooden gate.
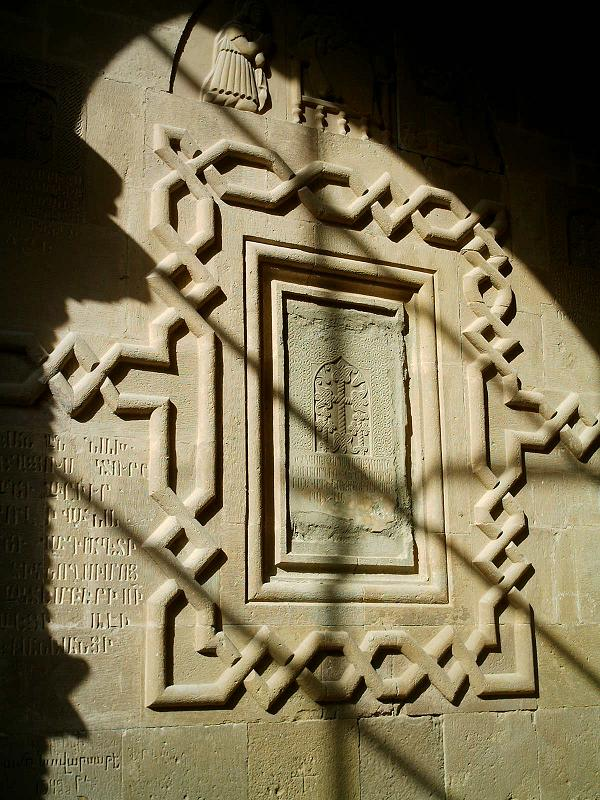
Side wall.
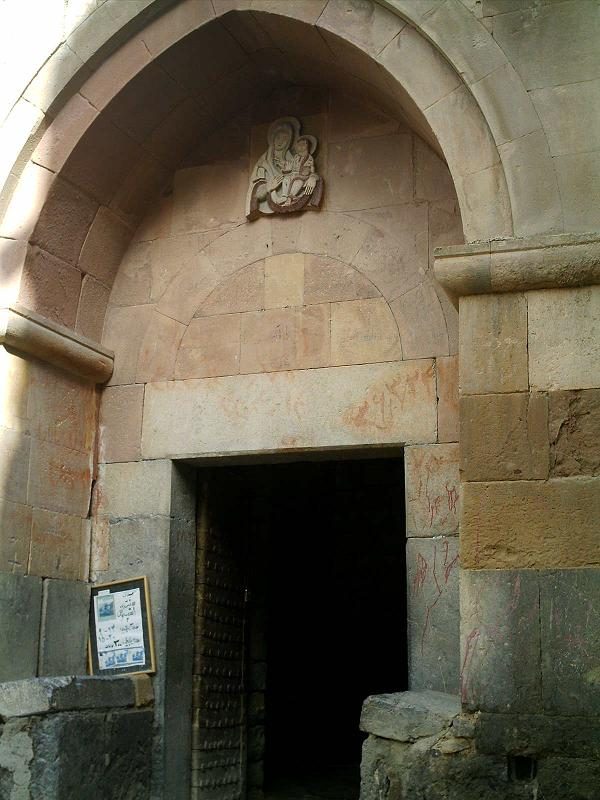
Its castle main entrance.
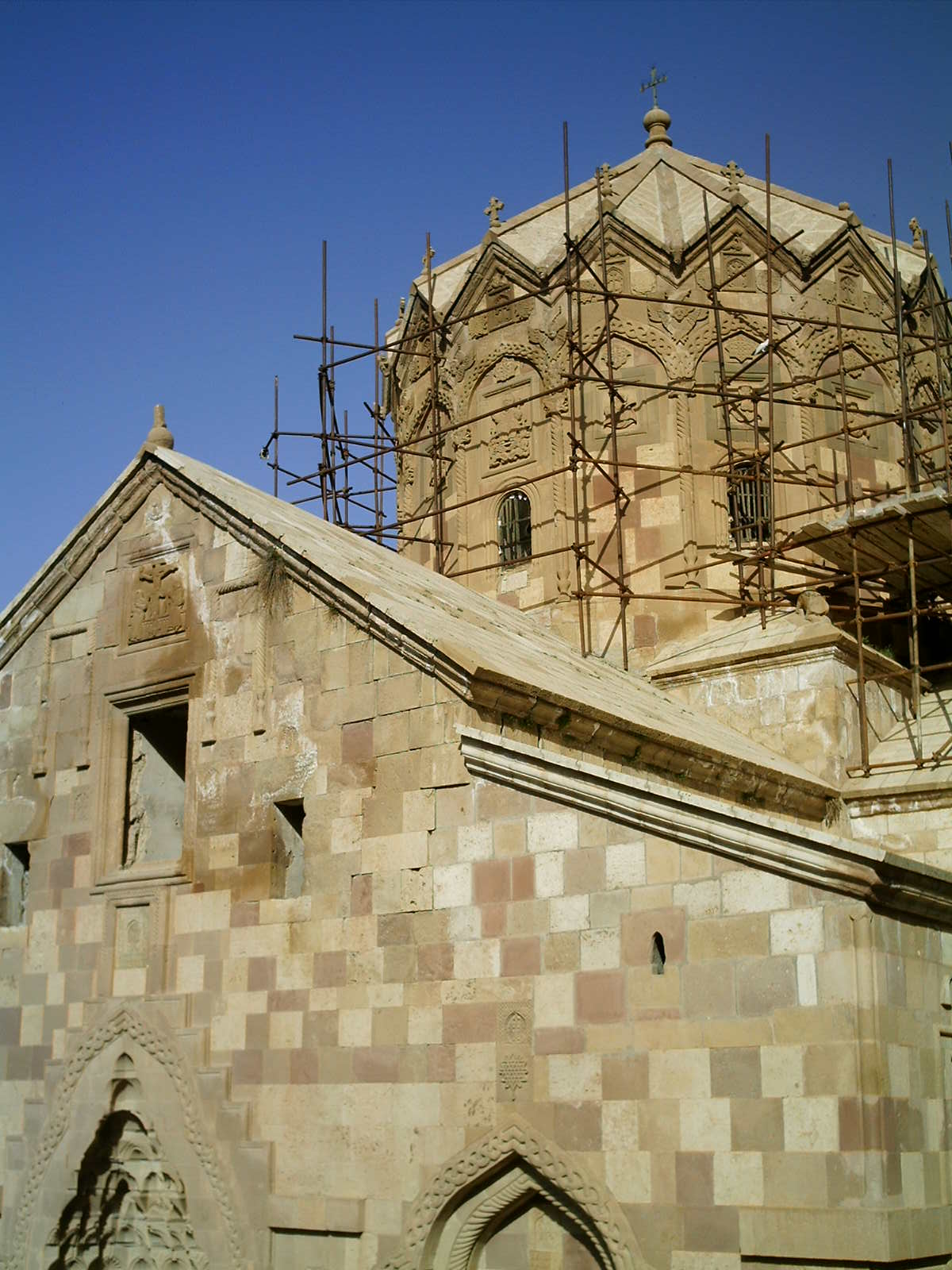